# 神林村 (新潟縣)
神林村（日语：／ Kamihayashi mura */?）為新潟縣北部的一村。已於2008年4月1日與村上市、荒川町、朝日村、山北町 合併為村上市。

## 地理
- 山：
- 河川：荒川
- 湖沼：

### 相鄰的自治体
- 村上市
- 岩船郡：關川村、荒川町

## 历史
- 1901年
平林村和鹽谷村合併，平林村誕生。
神納村與東神納村合併，神納村誕生。
- 1955年10月1日
神納村、平林村、西神納村合併，神林村誕生。

## 關聯條目
- 日本市町村列表

## 外部連結
- 神林村 （页面存档备份，存于）